# Branko Radaković
Branko Radaković (Paraćin, 26. januar 1982 – Bač, 4. novembar 2018) bio je srpski reditelj, glumac, rok muzičar i multimedijalni umetnik. Bavio se i slikarstvom i poezijom.

## Biografija
U Paraćinu je završio gimnaziju 2001.
Sa jedanaest godina počinje da se bavi umetnošću, a sklonost ka umetničkom stvaralaštvu pokazivao je u još ranijem detinjstvu.
Godine 1996, osnovao je autorski rok bend Argus u kome je pre svega, komponovao, pisao tekstove, svirao solo i ritam gitaru. Svirao je i u rok grupama: JSZ, Mandrake, Rock express, Olovni balon...
Godine 2002. seli se za Kikindu.
Diplomirao je 2005. na Višoj školi likovnih i primenjenih umetnosti u Beogradu. Iste te godine se nastanio u Baču, gde je živeo i predavao likovnu kulturu u osnovnoj školi sve do svoje prerane smrti.
Napisao je zbirku pesama Trag koji ostaje.
Godine 2006. počinje da se bavi filmom sa kojima je učestvovao na mnogobrojnim festivalima u Srbiji i svetu, a njegov kinematografski rad izuzetno cene i domaći i svetski filmski kritičari.

Preminuo je 4. novembra 2018. godine u Baču u 36. godini života.

## Filmografija
- Vreme (2007) kratki eksperimentalni film
- Nedostupna sloboda (2007) kratki eksperimentalni film
- Putokaz za život koji ne postoji (2007) kratki eksperimentalni film
- Vreme koje prolazi (2007) kratki eksperimentalni film
- Sećanje (2007) kratki eksperimentalni film
- Talasi (2007) kratki eksperimentalni film
- Život je bolji (2007) kratki igrani film
- Put u Evropu (2007) kratki eksperimentalni film
- Jesen (2007) kratki eksperimentalni film
- Lice istine (2007) kratki igrani film
- Sloboda i performans (2008) srednjemetražni eksperimentalno-igrani film sa dokumentarnim elementima
- Reportaža o dva umetnika (2009) kratki igrani film
- Most ljubavi (2009) kratki igrani film sa dokumentarnim elementima
- Iluzija (2009) kratki igrani film
- Skrivena projekcija (2009) kratki igrani film
- Podeljena Srbija (2009) srednjemetražni igrani film sa dokumentarnim elementima
- Ovo nije film (2010) kratki eksperimentalni film
- Najkraći film na svetu (2010) kratki eksperimentalni film
- Za sada bez dobrog naslova, a i bez političara (2010) kratki eksperimentalni film
- Glas Božiji u narodu (2010) kratki dokumentarni film
- Pozdrav video kasetama! (2010) kratki eksperimentalni film
- Pušenje (2011) kratki eksperimentalni film
- Priroda (2011) kratki eksperimentalni film
- Postojim (2011) kratki eksperimentalni film
- San (2011) kratki eksperimentalni film
- Bilo jednom u Paraćinu (2011) dugometražni dokumentarni film
- Turist (2012) kratki eksperimentalno-igrani film
- To moram (2012) srednjemetražni igrani film sa dokumentarnim elementima
- Zima (2012) kratki eksperimentalni film
- Pogledi (2013) kratki eksperimentalni film
- Kultura cveta (2013) dugometražni dokumentarni film sa igranim elementima
- Čist srpski film u 2013. godini (2013) kratki eksperimentalni film
- Nada za vuka (2013) kratki eksperimentalno-igrani film
- Lokacija (2014) dugometražni dokumentarni film
- To moram (2014) dugometražni igrani film sa dokumentarnim elementima
- Da li je to sve što možeš? (2015) kratki igrani film
- Limunovo drvo (2015) dugometražni dokumentarni film
- Putovanja (2017) kratki eksperimentalni film
- Marketing (2018) dugometražni dokumentarni film

## Samostalne projekcije filmova
- 2007. Galerija MAS - Studio za multimedijalnu umetnost, Odžaci (projekcije kratkih eksperimentalnih filmova Vreme, Nedostupna sloboda, Putokaz za život koji ne postoji, Vreme koje prolazi, Sećanje i Talasi i kratkog igranog filma Život je bolji)[10]
- 2008. Kulturni centar, Paraćin (projekcije kratkih eksperimentalnih filmova Vreme, Nedostupna sloboda, Putokaz za život koji ne postoji, Vreme koje prolazi, Sećanje, Talasi, Put u Evropu i Jesen i kratkog igranog filma Lice istine)[10]
- 2008. Art klinika, Novi Sad (projekcije kratkih eksperimentalnih filmova Vreme, Nedostupna sloboda, Putokaz za život koji ne postoji, Vreme koje prolazi, Sećanje, Talasi, Put u Evropu i Jesen, kratkog igranog filma Lice istine i srednjemetražnog eksperimentalno-igranog filma sa dokumentarnim elementima Sloboda i performans)[10]
- 2008. Galerija Pitagora, Paraćin (projekcije kratkih eksperimentalnih filmova Vreme, Nedostupna sloboda, Putokaz za život koji ne postoji, Vreme koje prolazi, Sećanje, Talasi, Put u Evropu i Jesen, kratkog igranog filma Lice istine i srednjemetražnog eksperimentalno-igranog filma sa dokumentarnim elementima Sloboda i performans)[10]
- 2009. Galerija Pitagora, Paraćin (projekcije kratkih eksperimentalnih filmova Vreme, Nedostupna sloboda, Putokaz za život koji ne postoji, Vreme koje prolazi, Sećanje, Talasi, Put u Evropu i Jesen, kratkih igranih filmova Lice istine, Iluzija, Skrivena projekcija i Reportaža o dva umetnika, kratkog igranog filma sa dokumentarnim elementima Most ljubavi, srednjemetražnog eksperimentalno-igranog filma sa dokumentarnim elementima Sloboda i performans i srednjemetražnog igranog filma sa dokumentarnim elementima Podeljena Srbija)[10]
- 2013. Pubis Magic Garden, Beograd (projekcija dugometražnog dokumentarnog filma sa igranim elementima Kultura cveta)[10]
- 2014. Klub Koza nostra, Zrenjanin (projekcija kratkog dokumentarnog filma Glas Božiji u narodu, kratkog eksperimentalnog filma Pozdrav video kasetama! i kratkih eksperimentalno-igranih filmova Turist i Nada za vuka)[10]
- 2015. Dečije odeljenje gradske biblioteke Karlo Bijelicki, Sombor (projekcija dugometražnog dokumentarnog filma Limunovo drvo)[10]
- 2015. Dokukino KIC, Zagreb, Hrvatska (4 projekcije dugometražnog dokumentarnog filma Limunovo drvo)[10]
- 2015. SKCNS Fabrika, Novi Sad (projekcija dugometražnog dokumentarnog filma Limunovo drvo)[10]
- 2016. Art bioskop Aleksandar Lifka, Subotica (projekcija dugometražnog dokumentarnog filma Limunovo drvo)[10]
- 2016. Galerija Narodnog muzeja, Vranje (projekcija dugometražnog dokumentarnog filma Limunovo drvo)[10]
- 2016. Art klub centra za kulturu Sirmiumart, Sremska Mitrovica (projekcija dugometražnog dokumentarnog filma Limunovo drvo)[10]
- 2016. Velika sala bioskopa Akademija 28, Beograd (projekcija dugometražnog dokumentarnog filma Limunovo drvo)[10]
- 2016. Kulturni centar, Šabac (projekcija dugometražnog dokumentarnog filma Limunovo drvo)[10]
- 2017. Kinoteka Zlatna vrata, Split, Hrvatska (4 projekcije dugometražnog dokumentarnog filma Limunovo drvo)[10]
- 2018. Underground Disco, Beočin, (projekcija dugometražnog dokumentarnog filma Limunovo drvo)
- 2018. Muzička kuća Metropolis, Beograd (projekcija dugometražnog dokumentarnog filma Limunovo drvo)

## Učešća na festivalima
- 2007. A-fest (učešće sa kratkim eksperimentalnim filmovima Vreme, Putokaz za život koji ne postoji i Talasi), Socio-kulturni centar Kuća plamena mira, Tuzla, Bosna i Hercegovina
- 2007. IMAF - 9. međunarodni festival multimedijalne umetnosti (učešće sa kratkim eksperimentalnim filmovima Vreme i Putokaz za život koji ne postoji),
- Galerija MAS - Studio za multimedijalnu umetnost, Odžaci
- Galerija IZBA - Kafe galerija, Novi Sad
- Galerija VIP-ART - Studentski kulturni centar, Beograd
- 2008. 2. festival mini filma (učešće sa kratkim eksperimentalnim filmom Put u Evropu), Radio kafe, Novi Sad
- 2008. Festival kratkog filma Low budget (učešće sa kratkim eksperimentalnim filmom Putokaz za život koji ne postoji), Dom omladine, Kikinda
- 2009. Filmski festival Nova svetlost (učešće sa kratkim eksperimentalnim filmovima Putokaz za život koji ne postoji, Talasi i Put u Evropu), Dvorana kulturnog centra, Beograd
- 2009. Festival Youngsterskog filma (učešće sa kratkim eksperimentalnim filmom Putokaz za život koji ne postoji i kratkim igranim filmovima Lice istine i Iluzija), Bioskop Balkan, Beograd
- 2009. 4. FIŠ/FISch '09. međunarodni festival malih i neodvisnih filmskih produkcija (učešće sa kratkim eksperimentalnim filmom Putokaz za život koji ne postoji), Multimedijski center Mink, Tolmin, Slovenija
- 2010. Filmski festival Nova svjetlost (učešće sa kratkim eksperimentalnim filmovima Ovo nije film, Najkraći film na svetu i Za sada bez dobrog naslova, a i bez političara), Gradska knjižara, Podgorica, Crna Gora
- 2010. Filmski festival Nova svetlost (učešće sa kratkim eksperimentalnim filmovima Ovo nije film, Najkraći film na svetu i Za sada bez dobrog naslova, a i bez političara), Muzej Jugoslovenske kinoteke, Beograd
- 2010. 4. filmsko Bdenje duše (učešće sa kratkim eksperimentalnim filmom Jesen),
- Svečana sala Karlovačke Bogoslovije, Sremski Karlovci
- Sala Doma kulture, Gornji Milanovac
- Mala sala Doma kulture, Bač
- 2010. Festival malih i nezavisnih filmskih produkcija Filmski front (učešće sa kratkim eksperimentalnim filmom Pozdrav video kasetama!), Studio M, Novi Sad
- 2011. Međunarodni festival kratkog filma Akcija (učešće sa kratkim eksperimentalnim filmom Najkraći film na svetu), Prokuplje
- 2011. Filmski festival Nova svetlost (učešće sa kratkim eksperimentalnim filmovima Pozdrav video kasetama!, Pušenje i Priroda i kratkim eksperimentalno-igranim filmom Postojim), Hol Doma omladine, Beograd
- 2011. Festival kratkog filma RuFEEL(m) (učešće sa kratkim eksperimentalnim filmom Pozdrav video kasetama!), Klub Buka podRumom, Ruma
- 2011. Treći međunarodni festival turističkog i ekološkog filma SILAFEST (učešće sa kratkim igranim filmom sa dokumentarnim elementima Most ljubavi), Gradski park, Veliko Gradište
- 2011. 1. festival kratkog filma Kratka forma (učešće sa kratkim eksperimentalno-igranim filmom Postojim), Sala Doma kulture, Gornji Milanovac
- 2011. Međunarodni festival ekološkog filma Green Screen Fest (učešće sa kratkim eksperimentalnim filmom Jesen), Sava Centar, Beograd
- 2011. Festival malih i nezavisnih filmskih produkcija Filmski front (učešće sa kratkim eksperimentalno-igranim filmom Postojim), Velika sala KCNS, Novi Sad
- 2012. Međunarodni festival kratkog filma Akcija (učešće sa kratkim eksperimentalno-igranim filmom Postojim), Narodni muzej Toplice, Prokuplje
- 2012. One Minute Festival (učešće sa jednominutnom verzijom kratkog eksperimentalnog filma Putokaz za život koji ne postoji), Brazil
- 2012. Beldocs (učešće sa dugometražnim dokumentarnim filmom Bilo jednom u Paraćinu), Dvorana kulturnog centra, Beograd
- 2012. Grajski festival (učešće sa kratkim eksperimentalnim filmom Jesen), Kino Viteška dvorana, Grad na Goričkem, Slovenija
- 2012. Finisterra Arrabida Film Art & Tourism Festival (učešće sa kratkim eksperimentalno-igranim filmom Turist), Sesimbra, Portugalija
- 2012. Festival umetnosti Artikulisanje (učešće sa dugometražnim dokumentarnim filmom Bilo jednom u Paraćinu), Klub kafea ex-Fontana, Paraćin
- 2012. Festival Art Deco de Cinema (učešće sa kratkim eksperimentalnim filmom Pozdrav video kasetama!), Sao Paulo, Brazil
- 2012. 2. revija nezavisnih off-filmova Srbije (učešće sa srednjemetražnim igranim filmom sa dokumentarnim elementima To moram), Srpski HOLYWOOD, Selo Mutanj, na planini Rudnik
- 2012. West Herzegowina fest no.10 (učešće sa kratkim eksperimentalno-igranim filmom Postojim), Široki Brijeg, Bosna i Hercegovina
- 2012. 9. One Minute Film & Video Festival (učešće sa jednominutnom verzijom kratkog eksperimentalnog filma Putokaz za život koji ne postoji), Kino Freier Film, Arau, Švajcarska
- 2012. The 1st Online Short Film Festival for Balkan Filmmakers (učešće sa kratkim eksperimentalnim filmom Pozdrav video kasetama!), Atina, Grčka
- 2012. Jahorina film festival (učešće sa kratkim eksperimentalno-igranim filmom Turist), Umjetnička galerija Cekovića kuća, Pale, Bosna i Hercegovina
- 2012. 21. međunarodni festival etnološkog filma (učešće sa kratkim dokumentarnim filmom Glas Božiji u narodu), Etnografski muzej - bioskopska sala, Beograd
- 2012. Međunarodni festival zelene kulture "Green Fest (učešće sa kratkim eksperimentalnim filmovima Talasi i Zima), Velika sala Doma omladine, Beograd
- 2012. Mitrović Family Festival (učešće sa kratkim eksperimentalnim filmom Pozdrav video kasetama!), Out Of The Blue, Edinburg, Škotska
- 2012. Alternative film/video (učešće sa kratkim eksperimentalno-igranim filmom Turist), Velika sala, Dom kulture Studentski grad, Beograd
- 2012. Festival malih i nezavisnih filmskih produkcija Filmski front (učešće sa kratkim eksperimentalno-igranim filmom Turist), Velika sala KCNS, Novi Sad
- 2013. 8. festival dokumentarnog filma Zlatna buklija (učešće sa kratkim dokumentarnim filmom Glas Božiji u narodu), Velika Plana
- 2013. Beldocs (učešće sa dugometražnim dokumentarnim filmom sa igranim elementima Kultura cveta), Velika sala Doma omladine, Beograd
- 2013. Šesta letnja revija antropološkog filma (učešće sa kratkim dokumentarnim filmom Glas Božiji u narodu), Muzej na otvorenom Staro selo, Sirogojno
- 2013. West Herzegowina fest no.11 (učešće sa kratkim eksperimentalno-igranim filmom Turist), Široki Brijeg, Bosna i Hercegovina
- 2013. 3. revija nezavisnih off-filmova Srbije (učešće sa dugometražnim dokumentarnim filmovima Bilo jednom u Paraćinu i dugometražnim dokumentarnim filmom sa igranim elementima Kultura cveta), Srpski HOLYWOOD, Selo Mutanj, na planini Rudnik
- 2013. The 2nd Online Short Film Festival for Balkan Filmmakers (učešće sa kratkim eksperimentalno-igranim filmom Turist), Atina, Grčka
- 2013. Osmi AVI fest (učešće sa kratkim eksperimentalno-igranim filmom Turist), Velika sala, KIC Budo Tomović, Podgorica, Crna Gora
- 2013. 22. FESTEF (učešće sa dugometražnim dokumentarnim filmom sa igranim elementima Kultura cveta), Skupštinska sala u Opštinskoj upravi Kučevo, Kučevo
- 2013. ProFiRe Short Film Festival (učešće sa kratkim eksperimentalnim filmom Čist srpski film u 2013. godini i kratkim eksperimentalno-igranim filmom Turist), Edinburg, Škotska
- 2013. Revija kratkog filma (učešće sa kratkim eksperimentalno-igranim filmom Nada za vuka), Drum Bar, Velika Plana
- 2014. 9. festival dokumentarnog filma Zlatna buklija (učešće sa dugometražnim dokumentarnim filmom Lokacija), Velika Plana
- 2014. Beldocs (učešće sa dugometražnim dokumentarnim filmom Lokacija), Dvorana kulturnog centra, Beograd
- 2014. Jahorina film festival (učešće sa kratkim eksperimentalno-igranim filmom Nada za vuka), Hotel Damis, Pale, Bosna i Hercegovina
- 2014. The 3rd Online Short Film Festival for Balkan Filmmakers (učešće sa kratkim eksperimentalno-igranim filmom Nada za vuka), Greek Film Archive, Atina, Grčka
- 2014. 23. FESTEF (učešće sa dugometražnim dokumentarnim filmom Lokacija), Skupštinska sala u Opštinskoj upravi Kučevo, Kučevo
- 2014. Viewster Online Film Fest 4 (učešće sa kratkim eksperimentalno-igranim filmom Nada za vuka)
- 2014. 12. Luksuz festival poceni filma (učešće sa kratkim eksperimentalno-igranim filmom Nada za vuka), Mladinski center Krško, Krško, Slovenija
- 2015. ProFiRe Short Film Festival (učešće sa kratkim eksperimentalno-igranim filmom Nada za vuka), Out Of The Blue, (učešće sa kratkim igranim filmom Da li je to sve što možeš?), Settlement Projects, Edinburg, Škotska
- 2015. Divan Film Festival (učešće sa kratkim eksperimentalno-igranim filmom Nada za vuka), Port Cetate - Gara Fluviala, Dolj, Rumunija
- 2015. 9. filmsko Bdenje duše (učešće sa dugometražnim dokumentarnim filmom Limunovo drvo), Klub kulture Karom, Sremski Karlovci
- 2015. 19. festival evropskog i nezavisnog filma EURO-IN FILM (učešće sa dugometražnim dokumentarnim filmom Limunovo drvo), Kulturni centar Novog Sada, Velika sala, Novi Sad
- 2016. 11. festival dokumentarnog filma Zlatna buklija (učešće sa dugometražnim dokumentarnim filmom Limunovo drvo), Velika Plana
- 2016. Festival muzičkog dokumentarnog filma Dok'n'Ritam (učešće sa dugometražnim dokumentarnim filmom Limunovo drvo), Velika sala, Dom kulture Studentski grad, Beograd
- 2016. Cinema City (učešće sa dugometražnim dokumentarnim filmom Limunovo drvo), Firchie Think Tank Studio, SKCNS Brod Teatar, Novi Sad
- 2016. 5. revija nezavisnih off-filmova Srbije (učešće sa dugometražnim dokumentarnim filmom Limunovo drvo), Srpski HOLYWOOD, Selo Mutanj, na planini Rudnik
- 2016. 25. FESTEF (učešće sa dugometražnim dokumentarnim filmom Limunovo drvo), Galerija Centra za kulturu Kučevo, Kučevo
- 2016. 13. revija dokumentarnog i etno filma Aleksandar Saša Petrović (učešće sa dugometražnim dokumentarnim filmom Limunovo drvo), Letnja terasa između vile Hercegovina i Dalmacija, Banja Koviljača
- 2016. 10. festival dokumentarnog rock filma - DORF (učešće sa dugometražnim dokumentarnim filmom Limunovo drvo), Galerija fotografije Meraja, Vinkovci, Hrvatska
- 2016. Međunarodni festival muzičkog dokumentarnog filma dokuMfest (učešće sa dugometražnim dokumentarnim filmom Limunovo drvo), Klupska muzičko-teatarska scena Zona, Zenica, Bosna i Hercegovina
- 2016. 15. festival evropskog filma Cinedays (učešće sa dugometražnim dokumentarnim filmom Limunovo drvo), Džebno kino, Mladinski kulturen centar, Skoplje, Makedonija
- 2017. Revija muzičkih dokumentaraca Rokumentarni dani (učešće sa dugometražnim dokumentarnim filmom Limunovo drvo), JU Zahumlje, Nikšić, Crna Gora
- 2018. 7. revija nezavisnih off-filmova Srbije (učešće sa dugometražnim dokumentarnim filmom Marketing), Srpski HOLYWOOD, Dom kulture, Selo Mutanj, na planini Rudnik

## Ostala učešća sa filmovima
- 2013. Kulturno leto na Štrandu (učešće sa kratkim eksperimentalno-igranim filmovima Postojim i Turist), Novi Sad
- 2014. Beldocs eho film (učešće sa dugometražnim dokumentarnim filmom sa igranim elementima Kultura cveta), Omladinski klub Skladište, Subotica
- 2015. 49. gitarijada (učešće sa dugometražnim dokumentarnim filmom Limunovo drvo), Bašta lokala Irish Pub Rivendell, Zaječar
- 2015. Koncert godine (učešće sa dugometražnim dokumentarnim filmom Limunovo drvo), Kulturni centar Novog Sada, Velika sala, Novi Sad
- 2016. Repriza projekcija najboljih filmskih ostvarenja sa 10. festivala dokumentarnog rock filma - DORF (učešće sa dugometražnim dokumentarnim filmom Limunovo drvo), Caffe bar Peppermint, Osijek, Hrvatska
- 2017. Intro Underground Music Fest (učešće sa dugometražnim dokumentarnim filmom Limunovo drvo), biblioteka gimnazije "Stevan Jakovljević", Vlasotince
- 2017. Kontra fest (učešće sa dugometražnim dokumentarnim filmom Limunovo drvo), Bašta Pozorišnog kluba, Bečej
- 2017. Nisomnia (učešće sa dugometražnim dokumentarnim filmom Limunovo drvo), Mala sala Niškog kulturnog centra, Niš
- 2018. Međunarodna likovna kolonija Bistarac (učešće sa dugometražnim dokumentarnim filmom Limunovo drvo), BBCC klub, Lukavac, Bosna i Hercegovina
- 2018. TAKT fest (učešće sa dugometražnim dokumentarnim filmom Limunovo drvo), Kulturni centar LAB, Novi Sad

## Nagrade
- 2001. 30. đački Vukov sabor, Savezna likovna smotra, Tršić - Nagrada za crtež[10]
- 2012. 2. revija nezavisnih off-filmova Srbije u „Srpskom Holivudu-u“, selo Mutanj, na planini Rudnik - Druga nagrada za srednjemetražni film „To moram“[11]
- 2013. 8. festival dokumentarnog filma „Zlatna buklija“, Velika Plana - Specijalna nagrada za film „Glas Božiji u narodu“[12]
- 2013. ProFiRe Short Film Festival, Edinburg, Škotska - Nagrada za najbolju režiju za film „Turist“[13]
- 2014. 9. festival dokumentarnog filma „Zlatna buklija“, Velika Plana - U kategoriji „Prva nagrada 'Zlatna buklija' za obrađene teme“, dugometražni dokumentarac „Lokacija“ osvojio je nagradu „Zlatna buklija“ za portret[10]
- 2016. 11. festival dokumentarnog filma „Zlatna buklija“, Velika Plana - Specijalna nagrada za dugometražni dokumentarac „Limunovo drvo“[14]
- 2016. 5. revija nezavisnih off-filmova Srbije u „Srpskom Holivudu-u“, selo Mutanj, na planini Rudnik - Druga nagrada za dugometražni dokumentarac „Limunovo drvo“[15]
- 2016. 25. FESTEF, Kučevo - Srebrni pastir za najbolji scenario za dugometražni dokumentarac „Limunovo drvo“[16]
- 2018. 7. revija nezavisnih off-filmova Srbije u „Srpskom Holivudu-u“, selo Mutanj, na planini Rudnik - Prva nagrada za dugometražni dokumentarac „Marketing“[17]

### Nominacije za nagrade
- 2011. Međunarodni festival kratkog filma „Akcija“, Prokuplje - Nominacija za kratki film „Najkraći film na svetu“[10]
- 2012. Festival „Art Deco de Cinema“, Sao Paulo, Brazil - Nominacija za kratki film „Pozdrav video kasetama!“ u kategoriji „Art on video“[10]

## Spoljašnje veze
- In memoriam: Branko Radaković Архивирано на веб-сајту  (6. новембар 2018)
- Branko Radaković na sajtu  (jezik: engleski)
- Branko Radaković na sajtu Discogs
- Branko Radaković na sajtu PORT.hu
- Intervju sa Brankom Radakovićem Novosti
- Intervju sa Brankom Radakovićem Rockomotiva Архивирано на веб-сајту  (8. новембар 2017)
- Intervju sa Brankom Radakovićem Nacional
- Intervju sa Brankom Radakovićem Kolumnista
- Intervju sa Brankom Radakovićem Mulj Архивирано на веб-сајту  (8. новембар 2017)
- Intervju sa Brankom Radakovićem Filmski centar Srbije
- Intervju sa Brankom Radakovićem Crna Gora